# Epithisanotia sanctaejohannis
Epithisanotia sanctaejohannis är en fjärilsart som beskrevs av Walker 1856. Epithisanotia sanctaejohannis ingår i släktet Epithisanotia och familjen nattflyn. Inga underarter finns listade i Catalogue of Life.